# Мехтиев, Сафар Мамед оглы

Мехтиев, Сафар Мамед оглы (азерб. Səfər Məmməd oğlu Mehdiyev; род. 17 марта 1973, Нехрам, Нахичеванская АССР) — генерал-лейтенант таможенной службы. Глава Государственного таможенного комитета Азербайджанской Республики (2018—2022). Заслуженный государственный служащий Азербайджана (2017).

## Биография
Родился 17 марта 1973 года в селе Нехрам Бабекского района Нахчыванской Автономной Республики.
В 1998 году окончил факультет международных экономических отношений Эгейского университета (Турция). Окончил также Азербайджанкий государственный экономический университет.

### Карьера
В 1999—2004 годах служил на должностях инспектора и старшего инспектора отдела регулирования таможенных тарифов Главного управления по надзору над финансами, тарифами и валютой, начальником отдела таможенной стоимости, заместителем начальника Главного управления.
В феврале 2006 года был назначен на должность первого заместителя председателя Государственного таможенного комитета Азербайджана.
С июня 2016 года является членом совместной экономической, торговой и технической комиссии между Правительством Азербайджанской Республики и Правительством Государства Катар.
Председатель Государственного таможенного комитета Азербайджана (23 апреля 2018 — 16 июля 2022).

## Награды
- Орден «За службу Отечеству» I степени (3 февраля 2014 года) — за заслуги в развитии таможенного дела в Азербайджанской Республике и плодотворную деятельность в таможенных органах[6]
- Орден «За службу Отечеству» II степени (24 января 2012 года) — за особые заслуги в развитии таможенного дела в Азербайджанской Республике, достойное исполнение своих обязанностей и плодотворную деятельность в таможенных органах[7]
- Орден «За службу Отечеству» III степени (26 января 2010 года) — за заслуги в защите экономических интересов Азербайджанской Республики и плодотворную деятельность в таможенных органах[8]
- Медаль «За отличие на государственной службе» (31 января 2008 года) — за заслуги в защите экономических интересов Азербайджанской Республики и плодотворную деятельность в таможенных органах[9]
- Заслуженный государственный служащий Азербайджана (27 января 2017 года) — за плодотворную деятельность в таможенных органах[10]